# The Open Road (film 1911)
The Open Road è un cortometraggio muto del 1911 diretto da Sidney Olcott che aveva come interpreti Gene Gauntier e Jack J. Clark.

## Produzione
Il film fu prodotto dalla Kalem Company. Venne girato a Jacksonville, Florida.

## Distribuzione
Distribuito dalla General Film Company, il film - un cortometraggio di una bobina - uscì nelle sale cinematografiche statunitensi il 22 febbraio 1911.